# Secretário do Interior dos Estados Unidos
O Secretário do Interior dos Estados Unidos é um cargo público do governo federal dos Estados Unidos que faz parte do Gabinete Presidencial. O secretário é o chefe do Departamento do Interior, sendo responsável pela administração e conservação das terras federais e reservas naturais e supervisão de agências como o Serviço Nacional de Parques.
O departamento e cargo foram estabelecidos em 1849 pelo presidente Zachary Taylor, que nomeou Thomas Ewing para ser o primeiro secretário. O cargo é preenchido por nomeação do Presidente e confirmação do Senado, atualmente ocupando a oitava posição na linha de sucessão presidencial.